# Droga wojewódzka nr 388

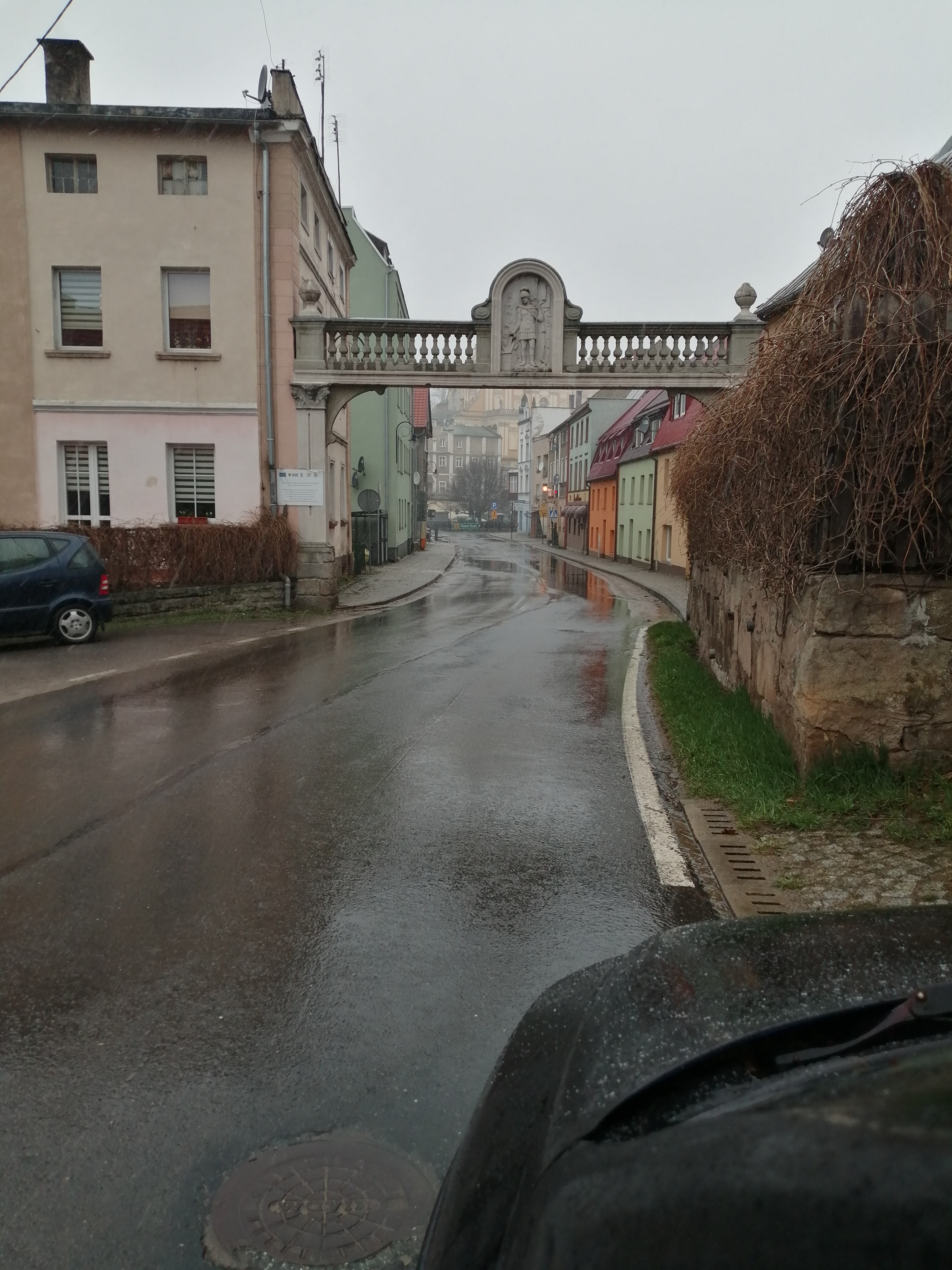
Droga wojewódzka nr 388 w Kotlinie Kłodzkiej

Droga wojewódzka nr 388 (DW388) – droga wojewódzka łącząca DK33 w Bystrzycy Kłodzkiej z DW387 w Ratnie Dolnym. Droga o długości 30 km, przecina DK8. Na odcinku Polanica Zdrój - Bystrzyca Kłodzka biegnie skrajem Gór Bystrzyckich i odznacza się walorami krajobrazowymi.

## Miejscowości leżące przy trasie DW388[3]
- Bystrzyca Kłodzka (DK33)
- Szklarka
- Stara Łomnica
- Nowa Łomnica
- Starkówek
- Stary Wielisław
- Polanica-Zdrój - (DK8) (E67)
- Wolany
- Chocieszów
- Wambierzyce
- Ratno Dolne(DW387)